# Orchestra Sinfonica Statale di Mosca
L'Orchestra Sinfonica Statale di Mosca (in russo Московский государственный академический симфонический оркестр?, Moskovskij gosudarstvennyj akademičeskij simfoničeskij orkestr) od OSSM, è un'istituzione musicale russa e, in precedenza, sovietica.
Fu fondata nel 1943 dal governo dell'URSS e il suo primo direttore fu l'artista del popolo Lev Štejnberg.
Dal 1989 è diretta da Pavel Kogan.

## Storia
Lev Štejnberg, direttore d'orchestra del Teatro Bol'šoj, divenne il primo Direttore Principale della OSSR, incarico che mantenne fino alla sua morte nel 1945. A lui succedette una serie di esponenti di rilievo della musica sovietica che comprendono Nikolai Anosov (1945 - 1950), Leo Ginzburg (1950-1954), Mikhail Terian (1954-1960) e Veronika Dudarova (1960-1989). Grazie alla collaborazione con tali artisti l'orchestra divenne una delle più importanti formazioni sinfoniche nazionali, ma in primo luogo era conosciuta per gli spettacoli di musica classica russa e sovietica, che comprende molte prime esecuzioni di Nikolaj Mjaskovskij, Sergei Prokof'ev, Dmitrij Šostakovič, Reinhold Glière.
L'Orchestra Sinfonica Statale di Mosca divenne rinomata in tutto il mondo sotto la guida di Pavel Kogan. Nel 1989 il Maestro fu impegnato come direttore musicale e Direttore Principale e subito arricchì il repertorio dell'orchestra con le opere della letteratura musicale europea e americana.
Una pietra miliare nella storia dell'Orchestra Sinfonica Statale di Mosca fu quella di presentare i grandiosi cicli monografici completi delle opere sinfoniche dei più grandi compositori: Brahms, Beethoven, Schubert, Schumann, R. Strauss, Mendelssohn, Mahler, Bruckner, Sibelius, Dvořák, Čajkovskij, Glazunov, Rachmaninov, Prokof'ev, Šostakovič, Skrjabin, Berlioz, Debussy, e Ravel. I programmi a vasto respiro dell'orchestra bilanciavano i grandi classici della musica sinfonica, operistica e corale con la musica altrettanto significativa del XXI secolo, una grandissima quantità di brani dimenticati e trascurati.
L'orchestra esegue circa 100 concerti all'anno. Insieme con le serie nella Sala Grande del Conservatorio di Mosca e nella Sala da Concerti Čajkovskij, l'Orchestra Sinfonica Statale si esibisce nella Sala Grande della Società Filarmonica Šostakovič di San Pietroburgo D.D.  e sui palcoscenici di altre città russe, come pure in tour all'estero. L'OSSM appare costantemente in 59 paesi, e si esibisce presso i maggiori centri musicali del mondo, come Stati Uniti, Gran Bretagna, Giappone, Spagna, Austria, Italia, Germania, Francia, Corea del Sud, Australia, Cina e Svizzera.
L'Orchestra Sinfonica Statale di Mosca ha anche una lunga e distinta storia di registrazioni in DVD e CD, in studio e dal vivo, trasmissioni TV e radio. Nel 1990 il "Pioneer" ha fatto una registrazione dal vivo dei concerti di violino e pianoforte di Čajkovskij, eseguiti dall'OSSM con il Maestro Kogan (solisti - Aleksey Sultanov, Maksim Vengerov). All'inizio del 1990 la televisione russa pubblicò il documentario In viaggio con l'orchestra sull'OSSM e sul tour di Pavel Kogan in Europa e San Pietroburgo. È largamente conosciuto e gode di una notevole popolarità, il ciclo di Rachmaninov, rilasciato da "Alto". Le interpretazioni MSSO e P. Kogan di tutte le sinfonie del compositore e delle "Danze Sinfoniche" hanno primeggiato negli elenchi di tutte le versioni attuali.
Inoltre la OSSM collabora con direttori e solisti quali Evgenij Svetlanov, Kirill Kondrašin, Aleksandr Orlov, Natan Rahlin, Samuil Samosud, Valerij Gergiev, David Ojstrach, Ėmil' Gilel0s, Leonid Kogan, Vladimir Sofronitsky, Sergei Lemeshev, Ivan Kozlovskij, Svjatoslav Knuševickij, Svjatoslav Richter, Mstislav Rostropovič, Daniil Šafran e Angela Georgiu.